# František Lufinka
František Lufinka (* 9. července 1957) je český pedagog a regionální politik - v letech 2018 až 2024 zastupitel Libereckého kraje (zvolený jako nestraník za hnutí SLK) a od roku 2014 starosta města Železný Brod. Je bývalým ředitelem střední školy.
František Lufinka je původní profesí učitel matematiky a tělesné výchovy. V letech 1990 - 2014 působil jako ředitel Střední školy řemesel a služeb v Jablonci nad Nisou. Tuto pozici opustil, protože se stal tzv. uvolněným starostou Železného Brodu. V městském zastupitelstvu Železného Brodu zasedá kontinuálně od komunálních voleb v roce 2002. Od roku 2014 je členem městské rady a také starostou města.
V roce 2016 kandidoval neúspěšně do Zastupitelstva Libereckého kraje. V roce 2018 se ale do libereckého zastupitelstva nakonec dostal z pozice náhradníka, když z osobních a rodinných důvodů rezignoval. V následujících krajských volbách (2020) svůj mandát obhájil. V krajských volbách v roce 2024 obhajoval z pozice nestraníka za hnutí SLK post zastupitele Libereckého kraje z 21. místa kandidátky. Tentokrát však zvolen nebyl, stal se ale prvním náhradníkem.
Není členem žádné politické strany. Je ženatý a má 2 děti.